# St. Marys (Wirginia Zachodnia)
St. Marys – miasto w Stanach Zjednoczonych, w stanie Wirginia Zachodnia, w hrabstwie Pleasants.